# Псёл (станция)
Псёл — непассажирская станция Московской железной дороге на линии Льгов-Готня. Расположена в деревне Гирьи Беловского района Курской области.
По состоянию на 2024 год поезда на станции не останавливаются.

## История
Станция появилась в 1909 году в связи со строительством Северо-Донецкой железной дороги. Открылась в 1910 году.
Регулярное движение поездов через станцию началось в 1911 году.
По состоянию на 2022 год Псел является непассажирской, фактически тупиковой станцией. Направление на Готню не действует, перегон частично демонтирован. В связи со вторжением Украины в Курскую область, с 8 августа 2024 года станция не работает и временно закрыта для посещения.

## Движение поездов
По состоянию на 8 августа 2024 года, станция Псел временно закрыта для пассажиров. Последний поезд дальнего следования был отменен в 1966 году, пригородный — в 2012 году.